# Parydra truncatula
Parydra truncatula är en tvåvingeart som beskrevs av Clausen 1985. Parydra truncatula ingår i släktet Parydra och familjen vattenflugor.
Artens utbredningsområde är Panama. Inga underarter finns listade i Catalogue of Life.